# 4859 Fraknoi
4859 Fraknoi (1986 TJ2) là một tiểu hành tinh vành đai chính được phát hiện ngày 7 tháng 10 năm 1986 bởi Bowell, E. ở Flagstaff. Tênd after Professor Andrew Fraknoi.